# 公共廣播
公共广播（英語：public broadcasting）是指包括电台、电视在内，以提供公共服务为主要使命的廣播服務或機構。在大多数国家或地区，公共广播的运营资金都来自政府补贴，尤其是向服务接收者收取收視费。而在美国，公共广播业者可能从联邦政府或州政府获得一部分补贴；但是通常，它们的大部分财务支持都来自各大基金会或企业的捐赠，以及通过认捐活动而从观众那获得的捐款。绝大多数的公共广播机构是以非营利（或部份營利）的形式运营。
公共广播可以是全国性也可以是地方性，这主要取决于该国政策或该广播机构的经营策略。在一些国家或地区，只有一个机构进行公共广播；而在另一些国家或地区，则有多个公共广播机构以面向不同地区或不同语言族群。在歷史上，公共广播曾是很多国家主要乃至唯一的广播机构，早於商業廣播體系的建立；从20世纪后期开始，只有公共广播的国家或地区的数量大幅度下降。
公共廣播不應與國營廣播或商業廣播混淆。國營廣播內容受國家強力控制，較多發放政治宣傳；公共廣播運作則獨立於政府，保持政治中立及有獨立的編輯權。商業廣播競逐利益，公共廣播不以營利為目的，而是以公眾福祉為依歸，亦會製作更多文教等小眾節目。

## 定义
公共广播的主要任务是为公共服务，以公民的身份发言与参与。英国模式已被广泛接受并认可为通用定义，其主要原则为：
- 最大地理范围的传播覆盖（Universal geographic accessibility）
- 最普世内容（Universal appeal）
- 关注少数族裔（Attention to minorities）
- 对民族认同和社区意识的贡献（Contribution to national identity and sense of community）
- 保持与既得利益团体的距离（Distance from vested interests）
- 直接募资与支付便捷性（Direct funding and universality of payment）
- 追求节目品质而非收视率 / 收听率（Competition in good programming rather than numbers）
- 鼓励更开放而非保守的准则（Guidelines that liberate rather than restrict）

尽管上述的某些原则在应用上相对简单，例如“最大地理范围的传播覆盖”，但也有些原则可能定义不清或难以实施。当民族身份发生转变的时候，公共广播却可能并不清楚。同样的，追求节目质量的主观性可能会导致节目制作方与观众之间的品味冲突。关于公共广播是否应该参与商业竞争存在两种截然不同的观点：一是认为公共广播的性质与商业不相容；二是认为公共广播可以并且应该在市场上与商业广播竞争。传统商业广播公司在其公共服务上突显了这种两分法。每个地区的公共广播或许与当地政府所控制的广播为同一家，也有可能并非同一家。在英国，由于其公共广播英国广播公司并不受英国政府管理，同时拥有自己的资助获取手段，因此保持了其编辑上的独立性。

### 经济利益
公共广播可以从强制性收视执照费、个人捐款、政府补贴和商业渠道募款等方式获得收入，因此公共广播的运营完全无须依赖广告。而由于公共广播不需要广告收入，因而公共广播可以向大众市场制作和传播那些不具备商业价值的节目，例如：公共事务节目、电台或电视纪录片，以及教育节目等。公共广播的宗旨之一就是覆盖那些缺乏商业利益或商业利益较小的收视市场。并且公共广播会提供具有社会利益的主题节目，而这些节目是商业广播所无法提供的。通常来说，当获取观众的成本远高于广告商支付的广告费用时，这种问题就会出现。特别是在一些广告不发达的地区，这种情况更加明显。

### 文化政策
公共广播可以促进国家或地区文化政策（包括文化的产业政策和投资政策）的实施。例如：
- 加拿大政府致力于官方双语政策（英语：Official bilingualism in Canada）（英语和法语）的实施，因此，加拿大的公共广播业者——加拿大广播公司雇佣了会讲英语和法语的记者与编辑，同时鼓励制作跨文化的广播材料。但是，魁北克分离主义者认为这是一项文化帝国主义和同化政策。
- 在英国，英国广播公司通过使用不同族裔的出镜评论员和记者来从某种程度上支持文化的多元性和多样性。此外，英国广播公司针对本国的威尔士语、爱尔兰语和苏格兰盖尔语节目；和针对亚洲播出的以英语和南亚五种主要语言节目的BBC亚洲广播网（英语：BBC Asian Network）；以及面向全球的而采用31种语言播送的BBC国际频道均由英国政府独立资助。
- 在新西兰，新西兰国家广播电台为毛利人的广播提供支持。其既定意图是要改善他们的现况，保持其文化遗产并促进其语言。
- 在澳大利亚，法律要求澳大利亚广播公司“鼓励和促进澳大利亚的音乐、戏剧和其他艺术的发展”并“播送有助于提升民族身份认同感的节目”，“特别是针对农村及少数族裔地区”。[8]此外，特别广播服务公司也旨在“提供多语种和多文化的电台和电视广播服务，为全体澳大利亚人提供资讯、教育和娱乐服务，并在此过程中反映澳大利亚的多元文化特色”。[9]

## 各地的公共广播
由英国广播公司于1920年代创建的现代公共广播模式得到了广泛的模仿，甚至在第二次世界大战期间，英国广播公司还得到了轴心国人民的信赖。此后，这套模式得以在欧洲、大英帝国及英联邦范围内被推广。时至今日，全球大部分的公共广播都是基于这套模式的应用。
当代公共广播通常是一种混合的商业模式。例如，加拿大广播公司的电视服务资金主要来自其广告收入，此外还有部分来自政府的补贴。

### 亚洲

#### 中国大陆
一般認為，中國大陸現時並無真正意義上的公共廣播機構或頻道。1950年代，中国内地开播了一系列电台和电视台。此时电台和电视台节目主要以新闻和专题节目为主，而在专题节目中，又以教育类、科普类节目为准。此时的中国内地广播事业收入基本都以国家中央政府或地方政府的补贴为主，具有一定公共广播的性质。而自1979年开始，中国内地各电视台、电台开始出现商业化，并伴随着改革开放的推行，中国大陆的公共广播实际上转型为由政府控制的商业广播机构。近年来，中国大陆各省级、地市级电视台都开办了公共电视频道，但基本都是用以整合下辖县市节目，其实际收入还是以广告为主。尽管公共电视频道播出的节目是以资讯类、服务类、教育类节目为主，但是却没有做到服务全民等公共广播的应尽义务。

#### 香港

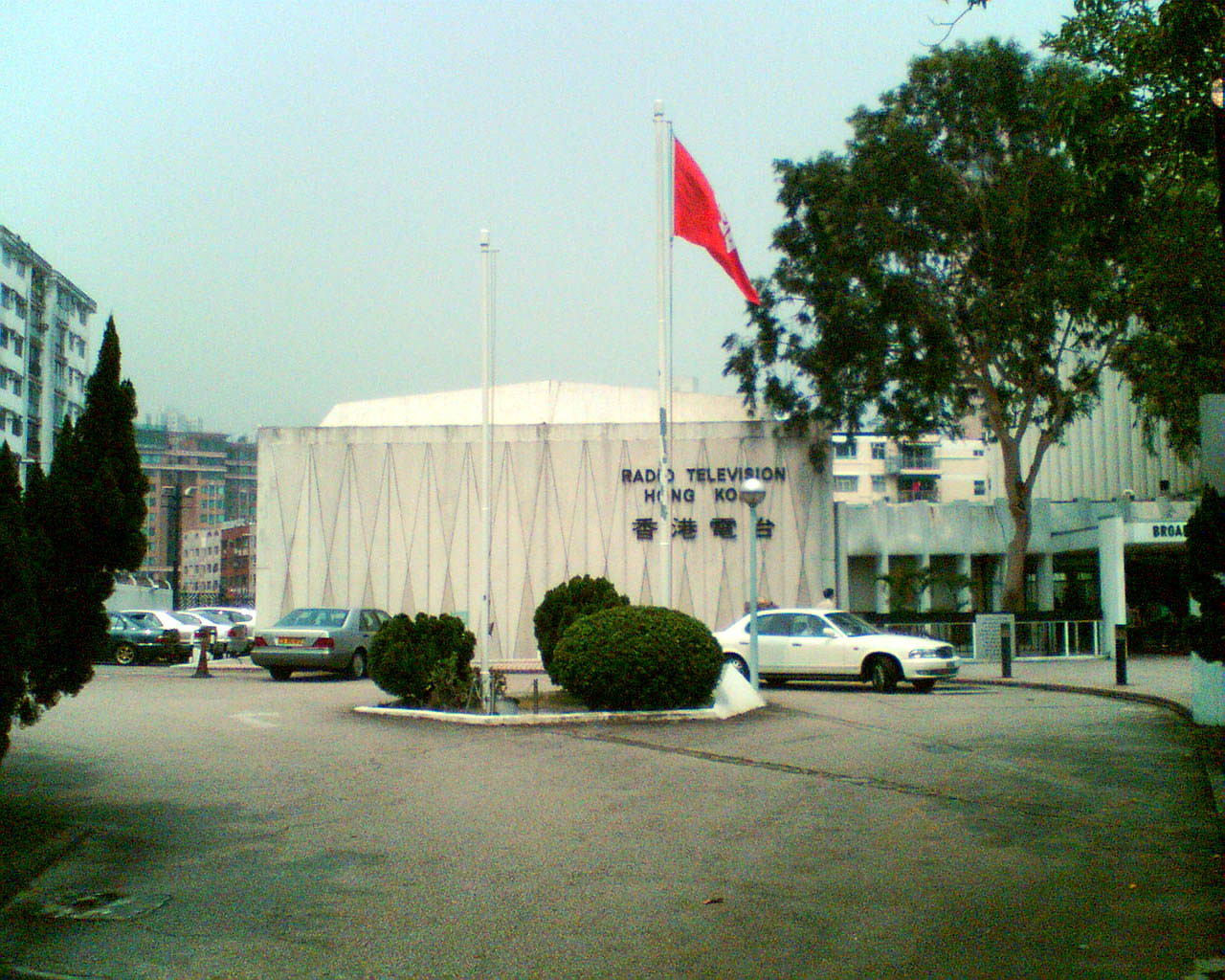
香港电台廣播大廈

目前，香港特别行政区不再有任何真正意義上的公共廣播事業，而香港电台曾經是當地唯一的同類机构。虽然香港电台是隶属于香港特别行政区政府商务及经济发展局的行政机关，但是它曾享有编辑独立权。目前，香港电台拥有八条广播频道（第一台、第二台、第三台、第四台、第五台、普通话台、香港之聲台和大灣區之聲台）和五条数字电视频道（港台电视31、港台电视32、港台电视33、港台电视34和港台电视35）。
自2019年香港反修例運動，特區政府決定加強對香港電台管治的介入，使該台自2020年起逐漸成為國營廣播機構。2020年5月28日，特區政府因應通訊事務管理局（通訊局）就《左右紅藍綠》和《頭條新聞》發出的「嚴重警告」及「警告」引起公眾關注，決定成立專責小組，「檢討港台的管治及管理，使港台的公共廣播服務，更全面履行《香港電台約章》」。港台工會則憂慮這等同政府高壓管治港台。

#### 澳门

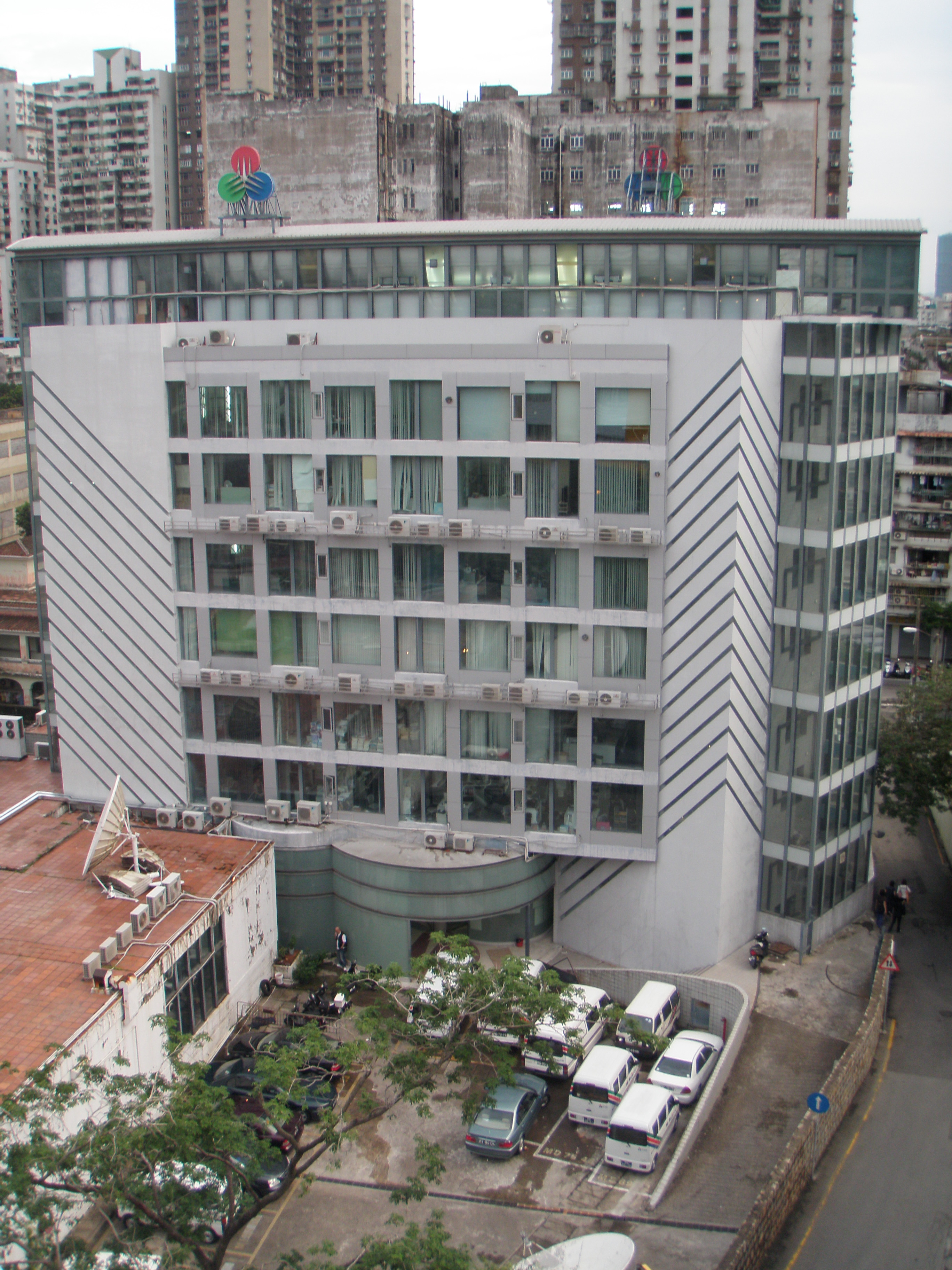
澳广视总部大楼

在澳门特别行政区，澳门广播电视股份有限公司（简称：澳广视）曾經是唯一的公共广播机构。澳广视拥有两条模拟广播频道（澳门电台中文频道和澳门电台葡文频道）、五条地面电视频道（澳视澳门台、澳视葡文台、澳视体育台、澳门资讯台和澳门综艺台）和一条卫星电视频道（澳门卫星频道）；同时澳门电台的相关节目也会在电视97频道中同步播出。
而自2021年3月起，根據澳廣視新訂立的編採指令，該台的角色將轉為「傳遞政府訊息的部門」，並藉此加強介入編採事務，使該台逐漸轉為國營廣播機構。

#### 台湾

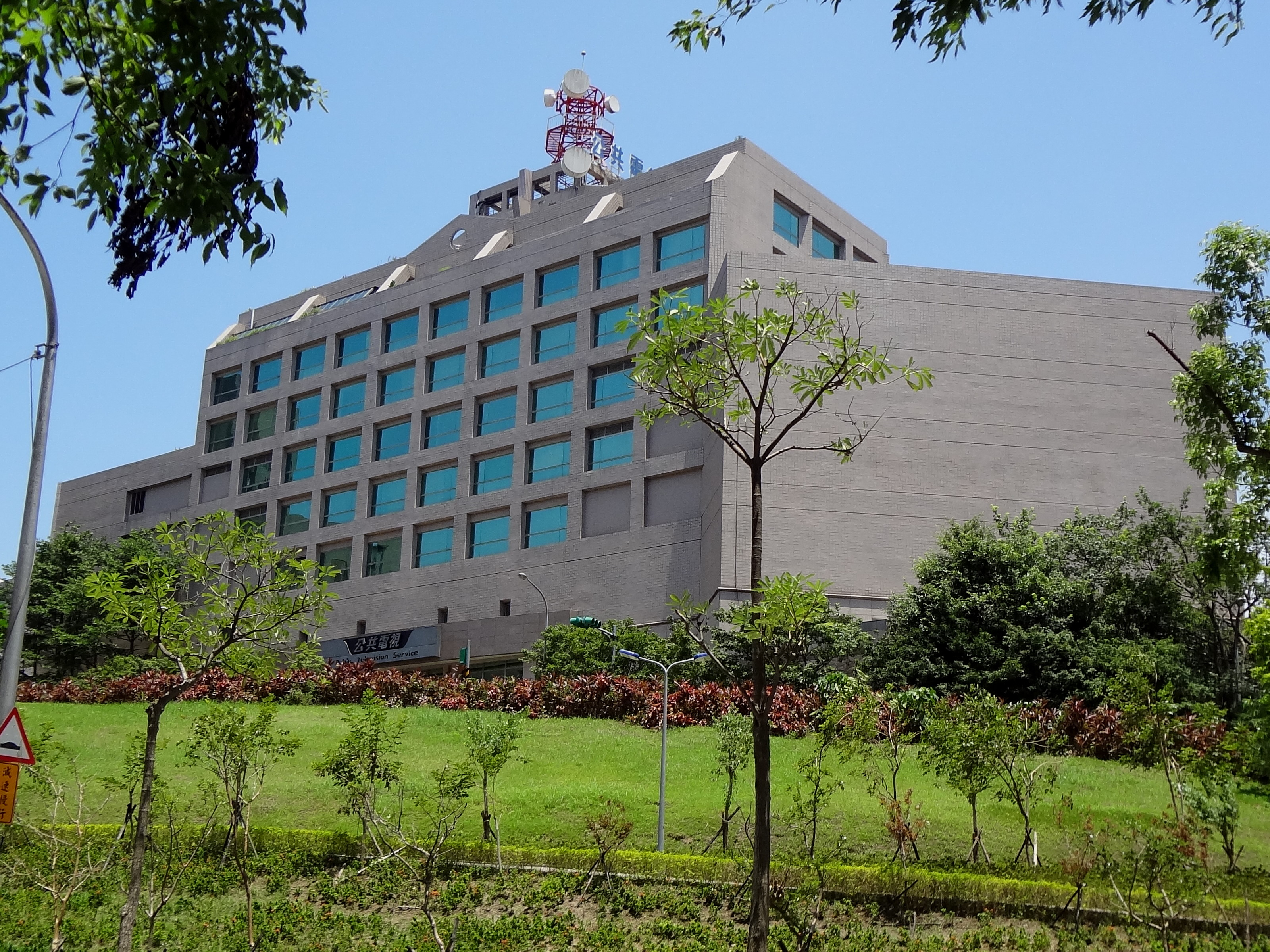
位於台北東湖的公視總部大樓

臺灣在1990年代民主化運動以前僅有政府控制的媒體機構，沒有正式意義上的公共廣播事業，1984年開播的公共電視節目則具有公共廣播的雛形。第一個正式的公共廣播機構，是1998年7月1日開播的公共電視台（公視）；2000年代起又開設專門面向客家、原住民等特定族群的公共廣播服務。目前臺灣的公共廣播機構，有台灣公共廣播電視集團（公廣集團；由公視、中華電視公司、客家電視台組成）、原住民族文化事業基金會（經營原住民族電視台、原住民族廣播電台）與客家公共傳播基金會（經營講客廣播電臺），共計有11個無線電視頻道、2個網路電視頻道與2個電台頻道。
臺灣的公共廣播事業經過多年整合，始形成現有的多家分立的局面。原住民族電視台、客家電視台在開播時，均由政府以招標方式委託商業媒體機構經營，至2007年統一委由公視經營後，才正式成為非營利的公共廣播單位，惟原住民族電視台在2014年又轉由原文會經營。而中華電視公司（華視）實際上是自負盈虧、有民間股東的商業媒體企業；雖然自1971年開播起便有提供具有公共服務性質的遠距教學節目，但公視（公視基金會）在2006年因黨政軍退出媒體政策成為華視最大股東、並與華視組成公廣集團後，華視才被定義為廣義上的公共廣播機構。也因為如此，華視的主頻道仍有播出商業廣告。
目前政府直接持有的媒體，僅有依廣播電視法第5條第1項存在之警察廣播電台（內政部警政署）、漢聲廣播電台（國防部）、復興廣播電台（國防部）、教育廣播電台（教育部）、漁業廣播電台（農業部漁業署）、高雄廣播電台（高雄市政府）、台北廣播電台（台北市政府），除了政府政令宣導及公益廣告，並無播出商業廣告，為特定目的，以政府名義所設立的公共廣播。

#### 日本

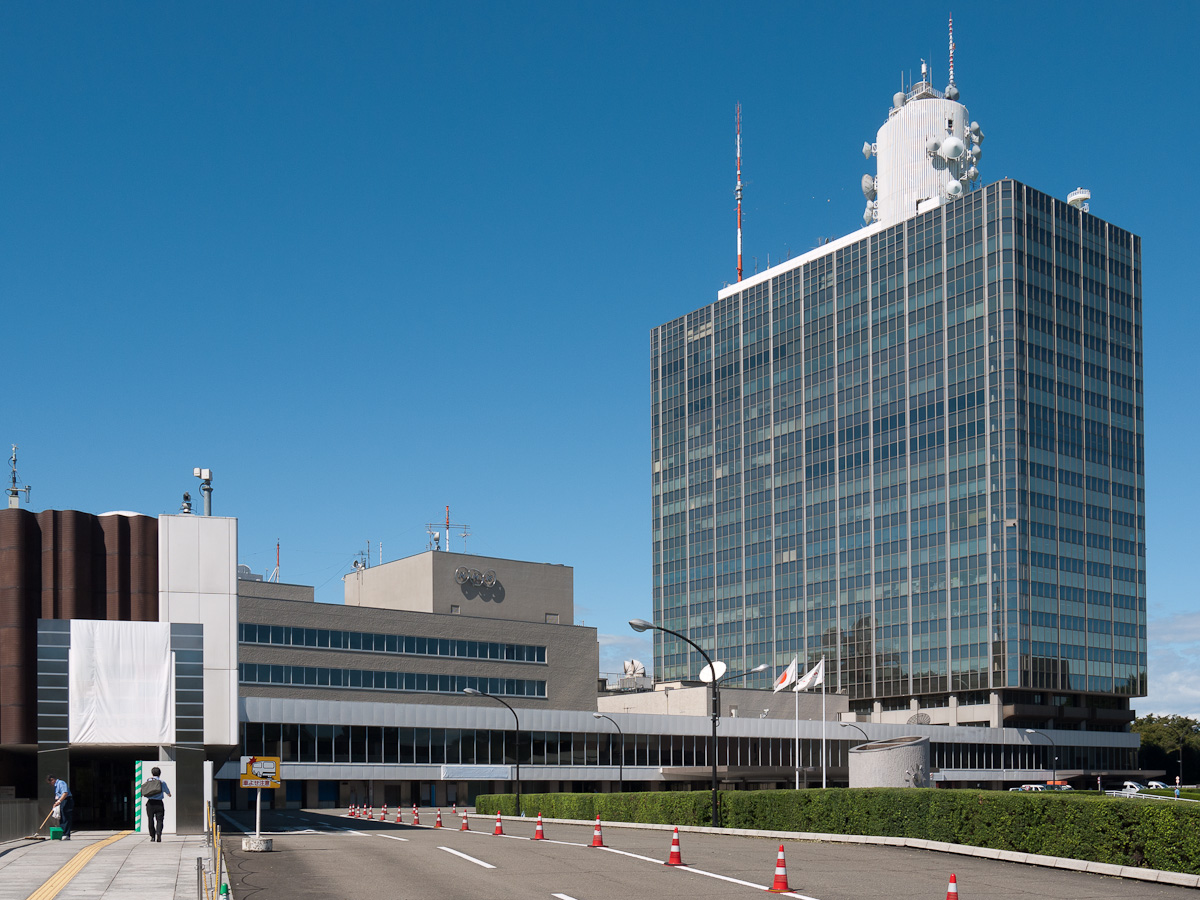
NHK广播电视中心

在日本，唯一的公共廣播機構為依《廣播法》設立的日本放送協會（NHK）。
此外，依《放送大學學園法》設立的放送大學學園在廣義上亦為公共廣播機構。

#### 其他地區
- 南韓：韓國广播公司（KBS）、文化廣播公司（MBC）、韓國教育廣播公社（EBS）（KBS旗下的KBS2頻道與MBC會播放商業廣告）
- 印度：印度廣播公司（Prasar Bharati）旗下的全印廣播電台（AIR）和全印電視台（DD）

印度的公共廣播有提供印地语、英語及其他印度语言的頻道。
- 泰國：泰國公共電視台（TPBS）、泰國國家廣播電視（英语：National Broadcasting Services of Thailand）（NBT）
- 馬來西亞：馬來西亞廣播電視（RTM）

馬來西亞廣播電視擁有以马来语播出的單一語言頻道（TV1）以及以英語、馬來語、華語、泰米尔语播出的混合語言頻道（TV2）等電視頻道，會播放商業廣告。
- 菲律賓：國家廣播電視網（英语：National Broadcasting Network）（NBN）
- 巴基斯坦：巴基斯坦國家電視公司（PTV）
- 卡塔尔：半岛电视台、卡塔尔电视台（英语：Qatar Television）（QTV）
- 以色列：以色列公共廣播公司（KAN）
- 尼泊爾：尼泊爾電視台（英语：Nepal Television）（NTV）、尼泊爾電台（英语：Radio Nepal）
- 不丹：不丹廣播公司（BBS）

### 欧洲

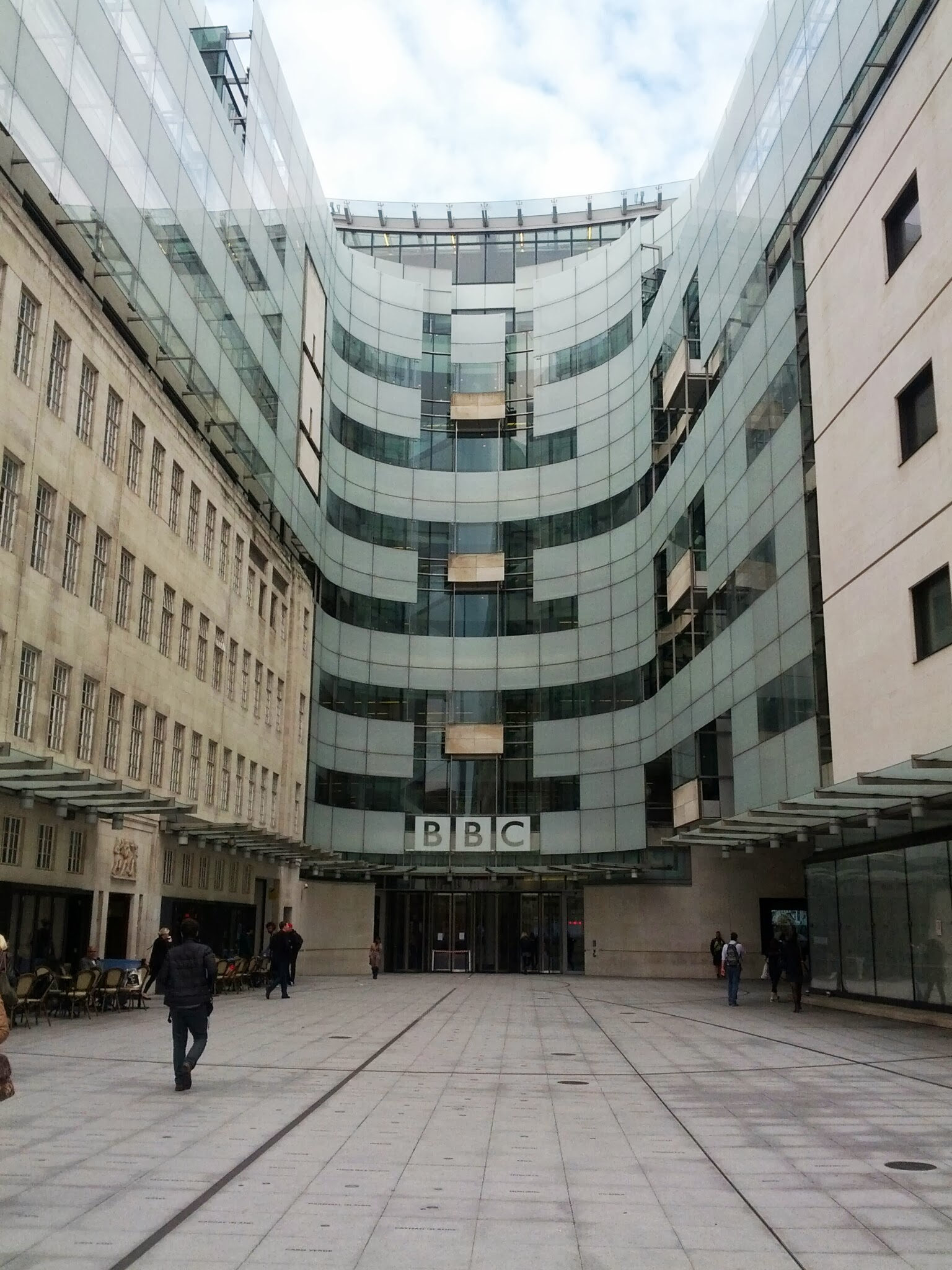
BBC廣播大樓

- 英國：英國廣播公司（BBC）、第四频道（Channel 4）、S4C
- 法國：arte、法國廣播電台、法國國際廣播電台（RFI）、法國電視台（法國電視台在白天會播放商業廣告）、France Info
- 德國：arte、德國公共廣播聯盟（ARD）、德國電視二台（ZDF，會播放廣告）
- 奧地利：奧地利廣播集團（ORF）
- 丹麥：丹麥廣播公司（DR）、丹麥第二電視台（英语：TV 2 (Denmark)）（TV2）
- 挪威：挪威廣播公司（NRK）
- 芬蘭：芬蘭廣播公司（YLE）
- 瑞典：瑞典电视台（SVT）
- 蒙特內哥羅：蒙特內哥羅廣播電視
- 希臘：希臘廣播公司（ERT）

曾於2013年6月12日被希臘政府暫時關閉，后已重新播放。
- 波蘭：波蘭電視公司（TVP）
- 西班牙：西班牙广播电视台（RTVE）
- 義大利：意大利广播电视公司（RAI）
- 保加利亞：保加利亞國家電視（BNT）
- 愛爾蘭：愛爾蘭廣播電視（RTÉ）、TG4

愛爾蘭的公共廣播有提供英語、蓋爾語兩種頻道。
- 冰島：冰島國家廣播公司（RÚV）
- 比利時：比利時法語區電視台及電台（RTBF）、弗拉芒廣播電視公司（VRT）

VRT使用荷蘭語播放節目、RTBF使用法語。
- 匈牙利：匈牙利電視台（MTV）
- 阿尔巴尼亚：阿爾巴尼亞廣播電視
- 土耳其：土耳其之聲（TRT，有播放商業廣告）
- 科索沃：科索沃廣播電視

科索沃的公共媒體有提供阿尔巴尼亚语、塞尔维亚语兩種頻道。
- 聖座：梵蒂岡媒體（英语：Vatican Media）

### 美洲

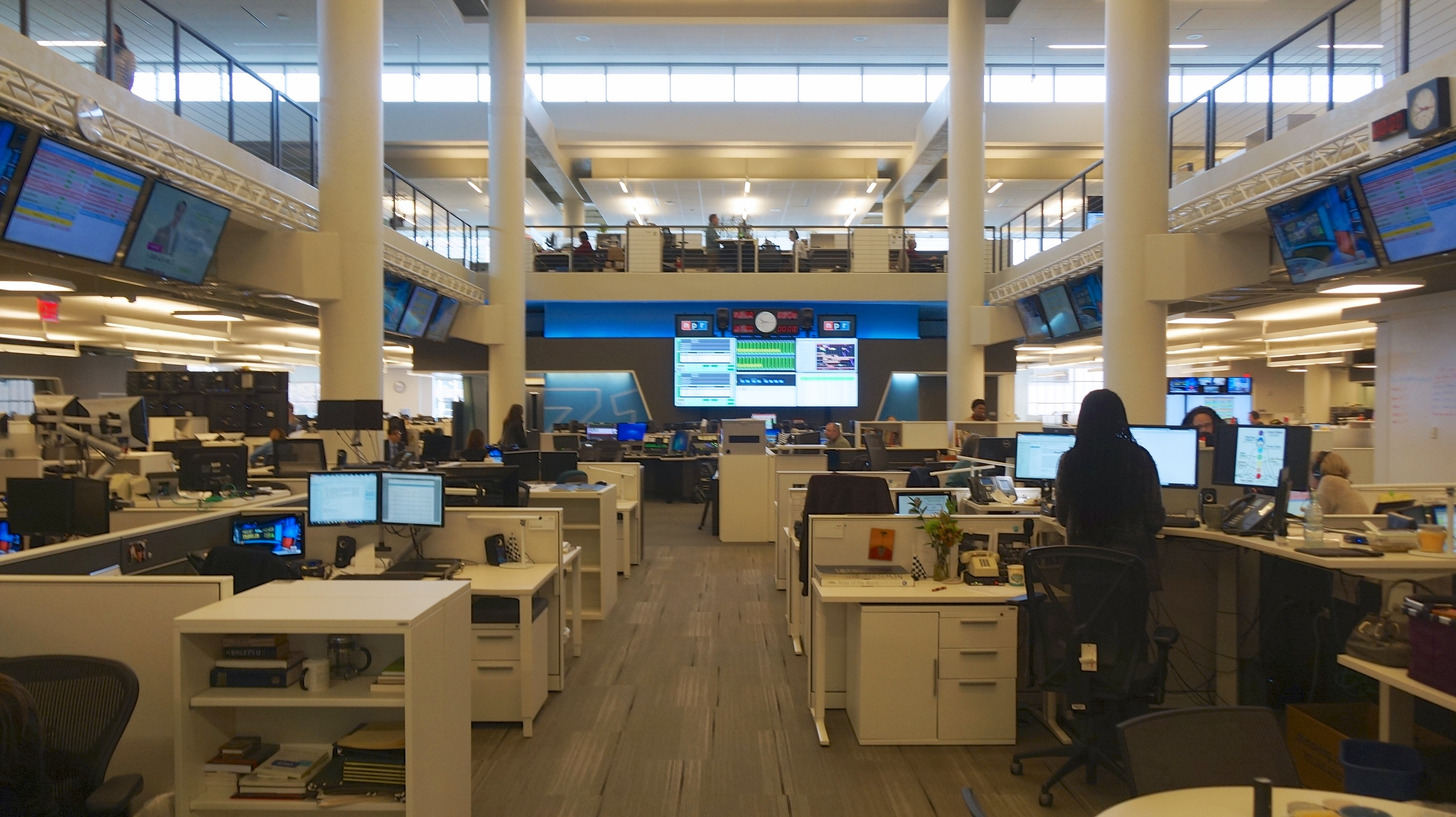
美国全国公共广播电台（NPR）总部

- 美國：公共廣播協會（PBS）、全国公共广播电台（NPR）
- 加拿大：加拿大廣播公司（CBC）

该机构有提供英語、法语兩種頻道。
- 智利：智利国家电视台（TVN）
- 厄瓜多：厄瓜多電視台（英语：Ecuador TV）
- 巴西：巴西電視台（英语：TV Brasil）、文化電視台（英语：TV Cultura）

### 大洋洲
- 澳大利亞：澳大利亚广播公司（ABC）、特别广播服务公司（SBS）
- 紐西蘭：新西蘭電視台（TVNZ）、新西蘭國家廣播電台（RNZ）、毛利電視台（英语：Māori Television）

### 非洲
- 埃及：埃及廣播電視聯盟（ERTU）
- 南非：南非广播公司（SABC）

南非的公共媒體有提供波爾語、英語、祖鲁语等語言頻道。

### 出典
1. ↑  . app3.rthk.hk.   [2019-12-14]. （原始内容存档于2020-09-22）.
2. 1 2  . www.nhk.or.jp.   [2019-12-12]. （原始内容存档于2020-11-01）.
3. ↑  Conseil mondial de la radiotélévision. . 联合国教育、科学及文化组织.   [2019-11-22]. （原始内容存档于2020-11-13）.
4. ↑  . No Such Research.   [2019-11-22]. （原始内容存档于2020-08-08）.
5. 1 2 3  Marc Raboy. . Indiana University Press. 1996: 6–10  [2019-11-22]. ISBN 9781860200069. （原始内容存档于2020-09-22）.
6. ↑  Indrajit Banerjee; Kalinga Seneviratne. . Asian Media Information and Communication Centre. 2006  [2019-11-22]. ISBN 9789814136013. （原始内容存档于2020-09-22）.
7. 1 2  Simon P. Anderson; Stephen Coate. . The Review of Economic Studies. 2005-10-01, 72 (4): 947–972. doi:10.1111/0034-6527.00357.
8. ↑  . 澳大利亚广播公司. 1983-06-01  [2019-11-22]. （原始内容存档于2006-05-11）.
9. ↑  . 特别广播服务公司.   [2019-02-06]. （原始内容存档于2005-03-08）.
10. 1 2 3  段鹏. . 香港电台.   [2019-11-22]. （原始内容存档于2020-11-24）.
11. 1 2 3  陈积银; 彭金山. . 人民网. 视听界.   [2019-11-22]. （原始内容存档于2020-08-08）.
12. ↑  . 紐約時報中文網. 2021-11-16  [2021-11-20]. （原始内容存档于2021-11-20）.
13. ↑  . 香港特區政府新聞公報.   [2020-05-30]. （原始内容存档于2020-12-09）.
14. ↑  . 香港電台.   [2020-05-30]. （原始内容存档于2020-12-12）.
15. ↑  . Plataforma. 2021-03-21  [2021-12-12]. （原始内容存档于2021-12-12）.
16. ↑  . Plataforma. 2021-03-11  [2021-12-12]. （原始内容存档于2021-12-12）.
17. ↑  . www.ouj.ac.jp.   [2019-12-12]. （原始内容存档于2020-10-27）.
18. ↑  日本民間放送連盟研究所.  . コーケン出版. 1991-05: 52. NCID BN09966048 （日语）.
19. ↑  中文译名参见美国华盛顿特区政府网站的报道《关于 OCTFME (CHINESE) （页面存档备份，存于）》。

### 文献
- Indrajit Banerjee; Kalinga Seneviratne. . Asian Media Information and Communication Centre. 2006  [2019-11-22]. ISBN 9789814136013. （原始内容存档于2020-09-22）.
- Marc Raboy. . University of Luton Press. 1995  [2019-11-22]. ISBN 9781860200069. （原始内容存档于2020-09-22）.
- Monroe Edwin Price; Marc Raboy.  (PDF). Kluwer Law International B.V. 2003  [2019-11-22]. ISBN 9789041122124. （原始内容 (PDF)存档于2012-01-17）.